# Shankha

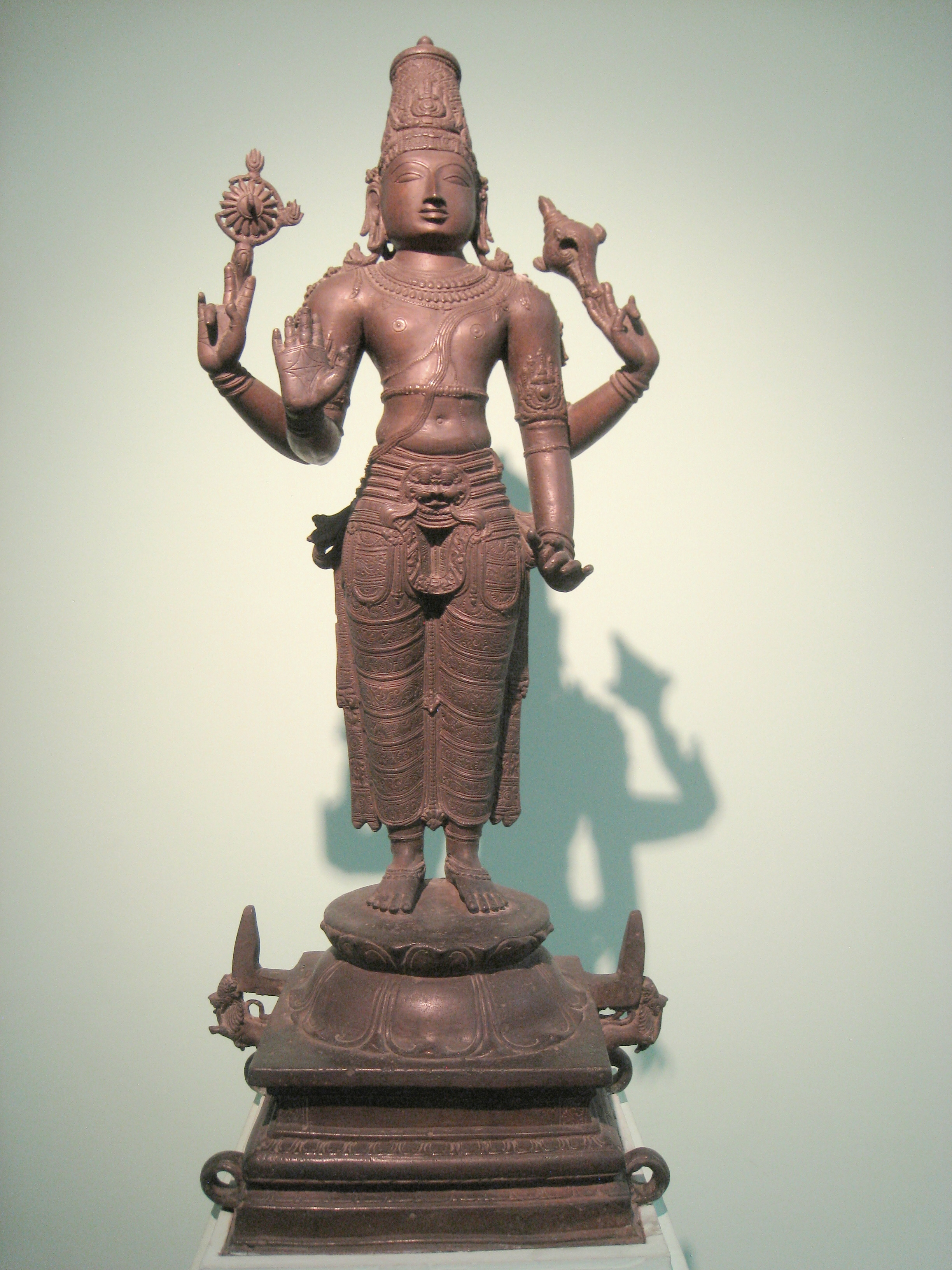
Vishnu mit Schneckenhorn (shankha) und Wurfscheibe (chakra); Chola-Bronze (ca. 11. Jh.)

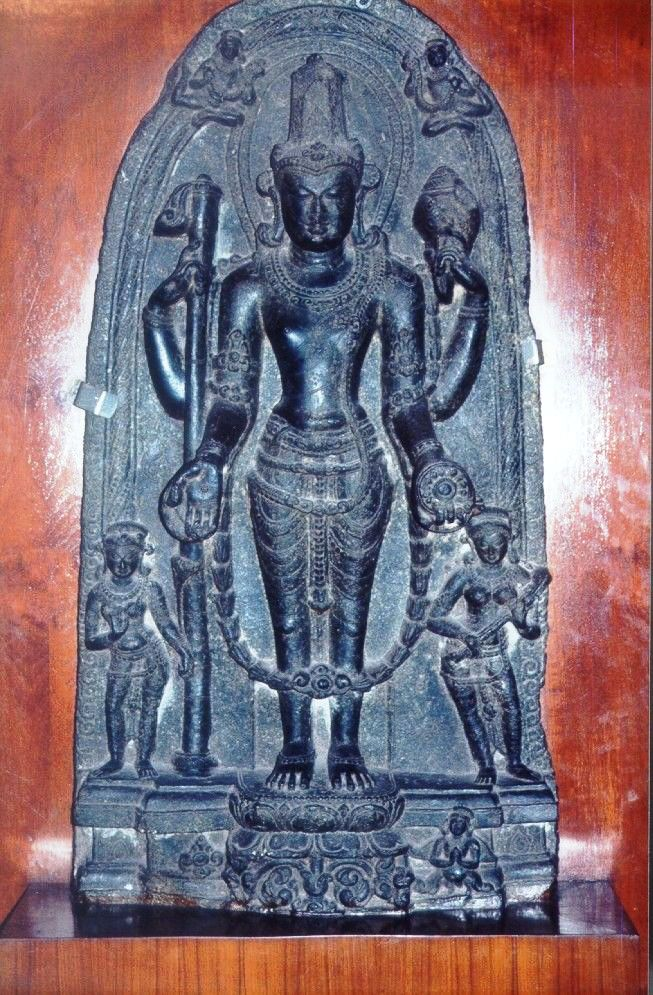
Vishnu mit Schneckenhorn (shankha) und Keule (gada); (ca. 10./11. Jh.)

Shankha (Sanskrit: शङ्ख śaṅkha, hindi: शंख śaṅkh, tib.: dung dkar; deutsch: ‚Schneckenhorn‘) ist neben der Keule (gada), der Wurfscheibe bzw. dem Rad (chakra) und dem Lotos (padma) eines der vier Hauptattribute der Hindugottheit Vishnu. Es gehört überdies zu den ‚Acht Glückssymbolen‘ (ashtamangalas) der drei in Indien entstandenen Religionen Buddhismus, Hinduismus und Jainismus und ist akustisch eng verbunden mit der mit tiefer Stimme artikulierten heiligen Silbe Om.

## Ursprung
Das Schneckenhorn ist aus dem Gehäuse der im Indischen Ozean lebenden Echten Birnschnecke (Turbinella rapa, syn. Turbinella Pyrum) gefertigt, welches manchmal an den Küsten des Indischen Subkontinents angeschwemmt wird. Die Schnecke wird aber auch seit langer Zeit von Tauchern gesammelt, denn ihr Fleisch gilt als sehr schmackhaft. Irgendwann entstand die Idee, aus dem Gehäuse durch das Entfernen der Spitze ein Blasinstrument herzustellen, das einen außerordentlich lauten und unüberhörbaren Klang hervorbringt, der sich sehr gut als militärischer Signalton eignete. Deutlich später dürfte das Horn auch bei religiösen Zeremonien eingesetzt worden sein, wo es von Brahmanenpriestern in der Hauptsache zur Vertreibung ‚böser Geister‘ genutzt wurde.

## Attribut Vishnus
In einer seiner vier Hände hält Vishnu ein Schneckenhorn; zwei andere halten Waffen (Keule (gada) und Wurfscheibe (chakra)), die dritte Hand hält eine Lotosblüte (padma). Im Zusammenhang mit den beiden Waffen wird der kriegerische Ursprung des Schneckenhorns – vielleicht sogar der Gottheit selbst – deutlich. Doch wird das Instrument von Vishnu niemals eingesetzt, sondern erscheint – wie auch die übrigen Attribute – lediglich als Macht- oder Hoheitsinsignie. Auch die Avatare Vishnus (Matsya, Kurma, Varaha, Narasimha und Krishna) werden manchmal mit einem shankha in der Hand dargestellt. In neuzeitlichen Skulpturen und Bildern hält auch seine Gemahlin Lakshmi manchmal ein solches Schneckenhorn in ihren Händen.
Auch andere Götter Indiens (Surya, Indra, Kartikeya und Durga) werden manchmal mit einem Schneckenhorn in einer ihrer Hände dargestellt. Die fünf Pandava-Brüder des Mahabharata-Epos (Yudhisthira, Arjuna, Bhima, Nakula und Sahadeva) tragen ebenfalls shankhas, deren Namen sogar erwähnt werden.

## Buddhismus
In älteren buddhistischen Textüberlieferungen und Darstellungen findet das Schneckenhorn keine Erwähnung. Im Tibetischen Buddhismus aber auch in den übrigen buddhistisch und hinduistisch geprägten Regionen Südostasiens wie Vietnam (teilweise auch Indonesien) war und ist es jedoch von großer zeremonieller Bedeutung. Es ist auch ein Attribut der Bhrikuti - Tara.

## Höfisches Zeremoniell
In den traditionellen Hofzeremonien der buddhistisch und hinduistisch geprägten Regionen Südostasiens wie Thailand und Kambodscha ist das Shankha immer noch von großer Bedeutung.